# Корнелій Непот
Корнелій Непот (лат. Cornelius Nepos, 100 — 25 роки до н. е.) — давньоримський історик-анналіст.

## Життєпис
Народився у селі Гостілія поблизу міста Верони у Цізальпійській Галлії. Був за походженням галлом. У 65 році до н. е. перебрався до Риму. Тут він затоваришував з Катуллом, Аттіком, Цицероном. Інших відомостей про його життя немає.
Корнелій Непот писав прозою та віршами. Втім здебільшого займався складанням історичних творів. У «Хроніці» подано короткий перелік подій з міфічних часів до часу життя автора. «Приклади» — збірка оповідань з історії, природничих наук, географії. У праці «Про славетних лицарів» подано життєписи видатних особистостей Риму та інших країн.
Праці Непота містять історичні та хронологічні помилки. У цілому він розглядав історію як риторичний твір. Необережно ставився до своїх джерел, без критицизму. Так, ймовірно, задля обґрунтування своєї альтернативної версії Троянської війни він створив видуманого ним автора Дареса Фригійського, який буцім-то написав на пальмових листах історію цієї війни, про що Непот сповістив у листі до Гая Саллюстія так: «я знайшов грецькою неймовірну історію і маю її перекласти латиною». Цей «твір» було надалі знайдено у V сторіччі, через 6 століть після смерті Непота.

## Твори
- Хроніка (лат. Chronica) у 3-х книгах
- Приклади (лат. Exempla)
- Біографія Катона Старшого
- Про славетних лицарів (лат. De viris illustribus, видання 35 та 29 років до н. е.). Складалася з 23 життєписів у 16 книгах.